# Ken MacLeod

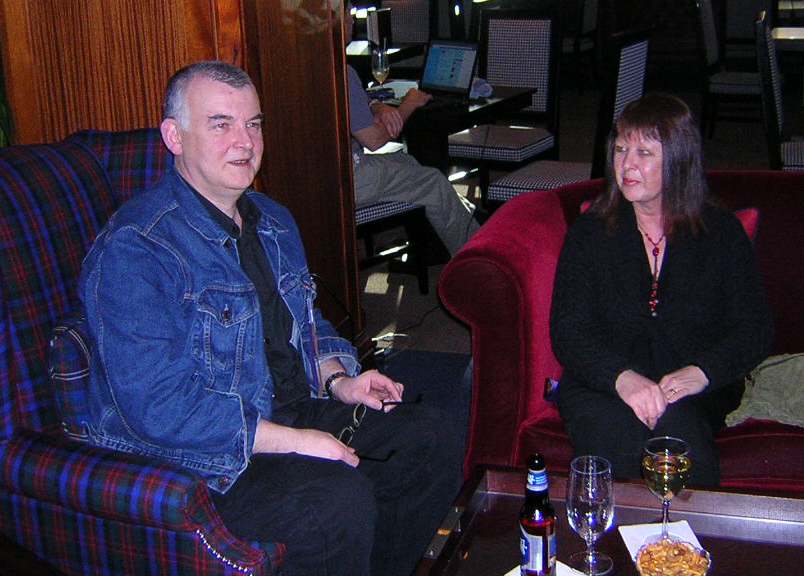
Ken és Carol MacLeod (2006)

Ken MacLeod (Stornoway, Lewis-sziget, Skócia, 1954. augusztus 2.) skót sci-fi-szerző.

## Élete
A Glasgow-i Egyetemen zoológiát hallgatott, doktori disszertációját a biomechanikáról írta. Egy ideig komputerprogramozóként dolgozott.

## Munkássága
Ezalatt kezdte írni első regényét is, amely végül 1995-ben jelent meg The Star Fraction címmel. Ezzel vette kezdetét a Fall Revolution sorozat, a közeljövő balkánosodott Nagy-Britanniájában játszódó trilógia. A The Star Fraction 21. századában törvények szabályozzák a tudományos haladást, ám ez sem vethet gátat a mesterséges intelligenciák forradalomba torkolló fejlődésének. A sorozat szokatlan lezárásaként MacLeod egy negyedik kötetet is írt, amely azonban nem továbbviszi a történetet, hanem azt vizsgálja, mi történik, ha a főhős az első rész végén más döntést hoz, vagyis egy párhuzamos világot vázol föl, nem épp derűs ecsetvonásokkal.
Az ezredfordulón fogott bele a Fénynél sebesebben című trilógiába. Ez két idősík között ugrálva követi az emberiség erőfeszítéseit, hogy egy intergalaktikus testvériség egyenrangú tagjává válhasson. A trilógia első két kötete (Kozmonauták vára, Sötét fény) magyarul is megjelent.
Sorozatain kívül írt még ifjúsági regényt az internet jövőjéről, kisregényt az emberi történelembe beavatkozó, és így alternatív valóságot létrehozó ufonautákról, a transzhumán jövőt bemutató űroperát, valamint 2006-ban egy novelláskötete is megjelent. A szerző minden művéből süt anarchista-szocialista politikai beállítottsága, és ez még szórakoztatóbbá teszi hajmeresztő ötleteit. Hasonlóképp gondolhatják a különböző elismerések nemzetközi zsűrijei, mert MacLeod a ’90-es évek közepe óta bezsebelt már egy Brit SF-, három Prometheus- és egy Sidewise-díjat, de több ízben fölterjesztették a Hugóra, a Nebulára, az Arthur C. Clarke-ra és a Locus-díjra is.

## Magyarul
- Kozmonauták vára; ford. Tomori Gábor; Metropolis Media, Bp., 2008 (Galaktika fantasztikus könyvek)
- Sötét fény; ford. Tamás Gábor; Metropolis Media, Bp., 2009 (Galaktika fantasztikus könyvek)